# Кучук-Узенська волость
Кучук-Узенська волость — історична адміністративно-територіальна одиниця Ялтинського повіту Таврійської губернії з центром у селі Кучук-Узень.
Станом на 1902 рік складалася з 5 поселень. Населення — 5684 особи (4193 чоловічої статі та 3838 — жіночої), 1256 дворових господарств.
Утворена у 1890-х роках виділенням із Алуштинської волості.

Поселення волості:
- Куру-Узень — колишнє державне село при річці Куру-Узень, 228 осіб, 164 двори, мечеть, каплиця, цегельний завод.
- Кучук-Узень — колишнє державне село при  річці Улу-Узень, 433 особи, 76 дворів, православна церква, мечеть, каплиця.
- Тувак — колишнє державне село при  річці Алочик Узень, 638 осіб, 112 дворів, мечеть.
- Улу-Узень — колишнє державне село при  річці Улу-Узень, 91 особа, 15 дворів, православна церква, мечеть, недобудована каплиця.
- Ускут — колишнє державне село при  річці Ускут, 1368 осіб, 240 дворів, мечеть, 2 лавки.

Ліквідована 8 січня 1921 року, увійшла до меж Ялтинського району.